# چائه جی-هون
چائه جی-هون (انگلیسی: Chae Ji-hoon؛ زادهٔ ۵ مارس ۱۹۷۴) اسکیت‌باز سرعت اهل کره جنوبی است.